# Athletic Club Sparta Praha fotbal 2000-2001
Questa voce raccoglie le informazioni riguardanti l'Athletic Club Sparta Praha fotbal nelle competizioni ufficiali della stagione 2000-2001.

## Stagione
Lo Sparta Praga vince tranquillamente il settimo titolo nazionale con le reti del trio offensivo Holub-Obajdin-Lázzaro, 33 reti in 3. Nella coppa nazionale raggiunge la finale dove, come accadde nella prima edizione, risalente alla stagione 1993-1994, il Viktoria Žižkov s'impone per 2-1 ai calci di rigore dopo l'1-1 dei tempi regolamentari.
In UEFA Champions League i cechi eliminano lo Zimbru Chișinău per 2-0 ai preliminari accedendo alla fase a gironi. Inserita nel girone B comprendente Arsenal, Lazio e Shakhtar Donetsk la società granata rimedia due sconfitte contro gli inglesi (0-1 a Praga e 4-2 a Londra), due sconfitte contro la squadra italiana (3-0 a Roma e 0-1 a Praga), una vittoria a Praga (3-2 sullo Shakhtar) e una sconfitta a Donetsk per 2-1. La compagine ceca chiude il girone all'ultimo posto.

## Calciomercato
Vengono ceduti Lukáš (Jablonec), Bolf (Baník Ostrava), Fukal (all'HSV per 2,9 milioni di euro), Gabriel (al Kaiserslautern per 1,5 milioni di euro), Hapal (Sigma Olomouc), Lokvenc (al Kaiserslautern per 3,150 milioni di euro), Baranek (al Colonia per 1,5 milioni di euro) nel novembre del 2000 Prohaszka (Baník Ostrava) e nel gennaio del 2001 Rosický (al Borussia Dortmund per 14,5 milioni di euro)
Vengono acquistati Kolar, Mynář (Marila Příbram), Grygera (Petra Drnovice), Koloušek (Salernitana), Slončík (Baník Ostrava), Kincl (Viktoria Žižkov), Papoušek (Jablonec) e nel gennaio del 2001 Križanac (Jablonec), Holub (Jablonec) e Lázzaro (Slovan Liberec).

## Organico

### Rosa
| N. |                       | Ruolo | Calciatore      |
| -- | --------------------- | ----- | --------------- |
| 22 | Rep. Ceca (bandiera)  | P     | Jaromír Blažek  |
| 1  | Rep. Ceca (bandiera)  | P     | Tomáš Poštulka  |
| 16 | Rep. Ceca (bandiera)  | P     | Patrik Kolar    |
| 2  | Rep. Ceca (bandiera)  | D     | Zdeněk Grygera  |
| 3  | Slovacchia (bandiera) | D     | Vladimír Labant |
| 7  | Rep. Ceca (bandiera)  | D     | Jan Flachbart   |
| 17 | Rep. Ceca (bandiera)  | D     | Pavel Novotný   |
| 28 | Rep. Ceca (bandiera)  | D     | Michal Žižka    |
| 5  | Rep. Ceca (bandiera)  | D     | Michal Horňák   |
| 15 | Rep. Ceca (bandiera)  | D     | Roman Lengyel   |
| 27 | Rep. Ceca (bandiera)  | D     | Radek Mynář     |
| 3  | Croazia (bandiera)    | D     | Ivica Križanac  |
| 14 | Rep. Ceca (bandiera)  | C     | Libor Sionko    |
| 20 | Rep. Ceca (bandiera)  | C     | Jiří Jarošík    |

| N. |                      | Ruolo | Calciatore        |
| -- | -------------------- | ----- | ----------------- |
| 23 | Rep. Ceca (bandiera) | C     | Petr Papoušek     |
| 26 | Rep. Ceca (bandiera) | C     | Radomír Slončík   |
| 30 | Rep. Ceca (bandiera) | C     | Václav Koloušek   |
| 6  | Rep. Ceca (bandiera) | C     | Zdeněk Svoboda    |
| 28 | Rep. Ceca (bandiera) | C     | Vlastimil Svoboda |
| 8  | Rep. Ceca (bandiera) | C     | Jiří Novotný      |
| 4  | Rep. Ceca (bandiera) | C     | Martin Hašek      |
| 9  | Rep. Ceca (bandiera) | A     | Marek Kincl       |
| 18 | Rep. Ceca (bandiera) | A     | Radim Holub       |
| 21 | Rep. Ceca (bandiera) | A     | Tomáš Jun         |
| 19 | Argentina (bandiera) | A     | Leandro Lázzaro   |
| 10 | Rep. Ceca (bandiera) | A     | Horst Siegl       |
| 11 | Rep. Ceca (bandiera) | A     | Josef Obajdin     |

### Staff tecnico
Jan Stejskal è l'allenatore dei portieri.